# パトロット
パトロットはパチスロの業界用語で、オリンピアが発売するパチスロに搭載される、告知に使用される赤色の回転灯の呼称。ただ一般に「パトライト」と呼ばれているものと中身は同じものである。
オリンピアの機械の告知の形態として完全に定着しているパトロット。実際はレバーを押下した時に当選かどうかは決まっていて、パトロットより一瞬早く「CHANCE」と書かれた告知ランプが点灯しているのだが、打ち手は筐体の上部にあるパトロットを見ながら遊技を続けている。
実は1号機-1.5号機の時代には、ホールのパチスロ機のシマの上部にはこのような回転灯（赤色とは限らない）が設置されていて、ボーナスフラグが立つと一瞬半回転ほど回って（点灯はしない場合もあった）告知していたことがあった。この時代のパチスロには機械自体に告知機能はなく、打ち手によってはボーナスが偶然揃うまでフラグが立ったことがわからなかったため、ホールが自主的に取り付けていたものである（ただし、これは等倍返しなどを狙った小役抜きを防止する目的もあった）。そして打ち手は回転灯を見上げながらレバーを押下していた。それから10年ほどした4号機後期の2002年に初めてその回転灯を筐体につけたのが25パイ機種の『ツイスト』や、同時期に発売された沖スロの『島唄30』であった。後にこれをつけた沖スロである先に述べた『島唄30』や、『島娘30』、『南国育ち』などが立て続けにヒットし、パトロットはこの時期のオリンピアにおける沖スロの代名詞となった。なお、この回転燈の作動はフラグの外部出力によるものであるが、2号機-3号機ではフラグの外部出力は禁止されていた。
この装置は後に親会社となる平和のパチンコ機種にも搭載されるようになり、2009年の『CR南国育ち』を初めとした『南国育ちシリーズ』のパチンコ版への搭載が主であり、キャッチコピーの「キュインぱちんこ」における「キュイン」の部分は、オリンピアにおけるパトロットの告知音を文字表現したのが由来である。2010年代以降の『麻雀物語シリーズ』で主に登場するキャラクターの「パトランラン」は、パトロットを女体化した妖精である。